# William Shanks
William Shanks (Houghton-le-Spring, 25 gennaio 1812 – giugno 1882) è stato un matematico dilettante inglese.
È rimasto famoso per aver calcolato, nel 1873, il maggior numero di decimali di pi greco prima dell'avvento delle calcolatrici: 707 cifre decimali, delle quali 527 si dimostrarono corrette quando pi greco fu calcolato nel 1944 usando una calcolatrice meccanica. Considerando che si avvalse solo di carta e penna, la si può considerare un'impresa colossale.
Shanks gestiva una boarding school, attività che gli lasciava abbastanza tempo libero per dedicarsi al suo hobby preferito, il calcolo delle costanti matematiche. Fu indotto a calcolare le cifre di pi greco dal matematico scozzese William Rutherford, che nel 1841 aveva calcolato 208 cifre (delle quali 152 corrette).
Per il calcolo, Shanks usò la formula di Machin:
{\displaystyle {\frac {\pi }{4}}=4\arctan \left({\frac {1}{5}}\right)-\arctan \left({\frac {1}{239}}\right)}
William Shanks fece anche altri calcoli notevoli, tra cui:
- la costante di Eulero-Mascheroni con molte cifre decimali
- una tavola dei numeri primi fino a 60.000
- i logaritmi naturali di 2, 3, 5 e 10 con 137 cifre decimali